# 北畠雅家
北畠 雅家（きたばたけ まさいえ）は、鎌倉時代前期から中期にかけての公卿。北畠家の祖。大納言・源通方の子。

## 生涯
建保3年（1215年）、中院家の祖である源通方の次男として誕生。母は権中納言・源雅頼の娘。弟・中院通成は生母が鎌倉幕府・執権北条氏と親交が深かった一条能保の娘であったため中院家の嫡子とされたが、一方で源雅頼の娘を生母に持つ雅家は庶子とされた。
のちに洛北の北畠に邸宅を構え、北畠を称した。北畠家が歴史の表舞台に登場するのは曾孫の親房の代からである。
文永12年（1274年）3月27日、死去。享年61。

## 子孫

### 子孫の動向
曾孫の北畠親房は南朝の中心の一角を担い活躍し、政治面だけでなく『神皇正統記』を著すなど文化面でも優れた人物であった。
親房の子孫は伊勢国司として、北畠政郷の代に戦国大名化し、北畠晴具の代には伊勢国の南半分、志摩国、伊賀の南部、大和の南部、紀伊国の東部にまでに及ぶ広大な所領を有した。晴具の息子・北畠具教の代には長野工藤氏を従わせて、北伊勢に進出した。
だが、具教は織田信長の侵攻（大河内城の戦い）に敗れ、信長の次男・織田信雄を息子・具房の養継嗣として受け入れるという屈辱的な和睦を強いられた。その後、具教は謀反を画策するが露見し、信長の命によって一族郎党もろとも討ち取られた（三瀬の変）。
しかし、晴具の息子・木造具政の娘が信雄に嫁ぎ、織田信良を生んだことによりその血脈は保たれることとなった（「系譜」を参照のこと）。その他、庶流の星合氏や藤方氏、滝川氏、田丸氏などは江戸幕府の旗本として残った。田丸氏からは江戸時代末期に田丸直允が出たが、天狗党の乱で捕縛のち処刑され宗家は断絶した。幕末まで武家として続き（『寛政重修諸家譜』）現在確認できる末裔は星合氏と雄利系滝川氏があり、武家以外では晴具の流れをくむ皇室などがある。

### 子孫から派生した諸家
- 浪岡氏
- 大河内氏
- 木造氏
- 滝川氏
- 坂内氏

- 田丸氏
- 星合氏
- 岩内氏
- 藤方氏
- 波瀬氏

- 大阪氏
- 森本氏
- 方穂氏
- 園氏
- 笠木氏

- 八下氏
- 大石氏
- 田村氏
- 一ノ瀬氏